# Zalesie (powiat sławieński)
Zalesie (do 1945 niem. Vogelsang) – osada w Polsce położona w województwie zachodniopomorskim, w powiecie sławieńskim, w gminie Malechowo. W latach 1975–1998 wieś położona była w województwie koszalińskim.
Według danych z 29 marca 2011 osada miała 35 stałych mieszkańców.